# 蒂约卢瓦
蒂约卢瓦（法語：Tilloloy）是法国皮卡第大区索姆省的一个市镇，属于蒙迪迪耶区鲁瓦县。该市镇2009年时的人口为353人。

## 人口
蒂约卢瓦人口变化图示
| 数据来源：INSEE |